# Stazione di Asaka-Nagamori
La stazione di Asaka-Nagamori (安積永盛駅?, Asaka-Nagamori-eki) è una stazione ferroviaria situata della città di Kōriyama, nella prefettura di Fukushima, ed è servita dalla linea principale Tōhoku regionale e dalla linea Suigundella JR East.

## Servizi ferroviari
East Japan Railway Company
■ Linea principale Tōhoku (servizi regionali)
■ Linea Suigun

## Struttura
La stazione è dotata di un marciapiede laterale e uno a isola centrale con tre binari passanti in superficie, collegati da un sovrappassaggio. Sono presenti distributori automatici di biglietti, biglietteria con sportello (7:20 - 18:10) e supporto alla bigliettazione elettronica Suica.
| 1 | ■ Linea Suigun            | per Iwaki-Ishikawa, Iwaki-Tanakura, Hitachi-Daigo e Mito |
| 1 | ■ Linea principale Tōhoku | per Kōriyama                                             |
| 1 | ■ Linea principale Tōhoku | per Shirakawa, Kuroiso e Utsunomiya                      |
| 2 | ■ Linea principale Tōhoku | per Shirakawa, Kuroiso e Utsunomiya                      |
| 2 | ■ Linea Suigun            | per Iwaki-Ishikawa, Iwaki-Tanakura, Hitachi-Daigo e Mito |
| 3 | ■ Linea principale Tōhoku | per Kōriyama, Fukushima e Sendai                         |

## Stazioni adiacenti
| «                       | Servizio                | »                       |
| Linea principale Tōhoku | Linea principale Tōhoku | Linea principale Tōhoku |
| ----------------------- | ----------------------- | ----------------------- |
| Sukagawa                | -                       | Kōriyama                |
| Linea Suigun            |                         |                         |
| Iwaki-Moriyama          | -                       | Kōriyama                |